# Eduard Päll
Eduard Päll, przybrane nazwisko Hugo Angervaks (ur. 15 października 1903 w Koosie, zm. 13 czerwca 1989 w Tallinnie) – estoński pisarz, językoznawca, literaturoznawca i polityk komunistyczny, przewodniczący Prezydium Rady Najwyższej Estońskiej SRR w latach 1947–1950.

## Życiorys
W latach 1915–1918 uczył się w szkole komercyjnej w Tartu, od grudnia 1918 do sierpnia 1919 służył w Armii Czerwonej, 1919–1921 uczył się na fakultecie robotniczym przy Estońskim Uniwersytecie Proletariackim, następnie do sierpnia 1924 w Leningradzkim Estońskim Instytucie Pedagogicznym, od 1920 należał do RKP(b). Od sierpnia 1924 do sierpnia 1926 nauczał w tatarskiej rejonowej szkole budownictwa radzieckiego i partyjnego w Kraju Syberyjskim, od sierpnia 1926 do sierpnia 1929 studiował w Instytucie Pedagogicznym im. Hercena w Leningradzie, później wykładał język estoński w estońsko-fińskim technikum pedagogicznym i zajmował się badaniami językoznawczymi i literackimi. Od sierpnia 1932 do czerwca 1935 był aspirantem Leningradzkiego Instytutu Językoznawstwa, od czerwca 1935 do czerwca 1938 sekretarzem naukowym tego instytutu, od czerwca 1938 do czerwca 1940 kierownikiem gabinetu języków ugrofińskich Instytutu Językoznawstwa Akademii Nauk ZSRR, a od września 1940 do stycznia 1941 zastępcą redaktora naczelnego gazety „Komunista”. Od 18 lutego 1941 do 30 grudnia 1943 był zastępcą przewodniczącego Rady Komisarzy Ludowych Estońskiej SRR, jednocześnie od 3 czerwca 1941 do 1943 ludowym komisarzem kontroli państwowej Estońskiej SRR, od 23 kwietnia 1943 do 5 kwietnia 1947 sekretarzem KC Komunistycznej Partii (bolszewików) Estonii ds. propagandy i agitacji, a od 27 lipca 1944 do 4 lipca 1950 członkiem Biura KC KP(b)E. Od 5 marca 1947 do 4 lipca 1950 był przewodniczącym Prezydium Rady Najwyższej Estońskiej SRR, 1946–1954 deputowanym do Rady Najwyższej ZSRR, od 25 grudnia 1948 do 11 kwietnia 1951 członkiem KC KP(b)E, jednocześnie 1950–1955 kierownikiem katedry estońskiego języka i literatury Tallińskiego Instytutu Pedagogicznego. W latach 1955–1958 był dyrektorem Instytutu Języka i Literatury Akademii Nauk Estońskiej SRR, 1968–1973 akademikiem-sekretarzem Wydziału Nauk Społecznych Akademii Nauk Estońskiej SRR, a 1973–1974 starszym pracownikiem naukowym Instytutu Języka i Literatury Akademii Nauk Estońskiej SRR, w 1974 przeszedł na emeryturę.

## Odznaczenia
- Order Lenina
- Order Czerwonego Sztandaru
- Order Wojny Ojczyźnianej I klasy
- Order Czerwonej Gwiazdy
- Order „Znak Honoru”